# Michael Rich
Michael Rich (Friburg de Brisgòvia, 23 de setembre de 1969) va ser un ciclista alemany, que fou professional entre 1997 i 2006.
Excel·lent contrarellotgista, va guanyar la medalla d'or de la contrarellotge per equips de Barcelona 92 formant equip amb Berndt Ditter, Uwe Peschel i Christian Meyer. També guanyà 4 vegades el Campionat d'Alemanya de contrarellotge i quatre medalles al Campionat del Món de contrarellotge, tres de plata i una de bronze.

## Palmarès
- 1988
  - Vencedor d'una etapa de la Volta a la Província de Lieja
- 1989
  - 1r al Gran Premi de les Nacions amateur
- 1992
  - Campió olímpic de la contrarellotge per equips
- 1994
  - Vencedor d'una etapa de la Cursa de la Pau
  - Vencedor d'una etapa del Regio-Tour
- 1999
  - 1r al Vodacom Rapport Tour i vencedor de 2 etapes
  - Vencedor d'una etapa del Regio-Tour
  - Vencedor d'una etapa del Tour Trans-Canada
- 2000
  -  Campió d'Alemanya de CRI
  - 1r al Tour de la Somme i vencedor d'una etapa
  - 1r al Gran Premi EnBW (amb Uwe Peschel)
  - Vencedor d'una etapa de la Bayern-Rundfahrt
- 2001
  - Vencedor d'una etapa de la Niedersachsen-Rundfahrt
- 2002
  - 1r a la Chrono des Herbiers
  - 1r a la Bayern-Rundfahrt i vencedor d'una etapa
  - 1r al Karlsruher Versicherungs GP (amb Uwe Peschel)
  - Vencedor d'una etapa de la Volta a Alemanya
  - Vencedor d'una etapa de la Niedersachsen-Rundfahrt
  - Vencedor d'una etapa del Tour de Poitou-Charentes
- 2003
  -  Campió d'Alemanya de CRI
  - 1r al Gran Premi de les Nacions
  - 1r a la Chrono des Herbiers
  - 1r al Gran Premi Eddy Merckx (amb Uwe Peschel)
  - 1r al Karlsruher Versicherungs GP (amb Sebastian Lang)
  - 1r a la Bayern-Rundfahrt i vencedor d'una etapa
  - Vencedor d'una etapa de la Niedersachsen-Rundfahrt
- 2004
  -  Campió d'Alemanya de CRI
  - 1r al Gran Premi de les Nacions
  - Vencedor d'una etapa de la Bayern-Rundfahrt
  - Vencedor d'una etapa de la Volta a Alemanya
  - Vencedor d'una etapa de la Hessen-Rundfahrt
- 2005
  -  Campió d'Alemanya de CRI
  - 1r a la Bayern-Rundfahrt
  - Vencedor d'una etapa de la Rheinland-Pfalz Rundfahrt
  - Vencedor d'una etapa de la Ster Elektrotoer

### Resultats al Tour de França
- 2003. Abandona (7a etapa)
- 2005. 130è de la classificació general

### Resultats a la Volta a Espanya
- 1998. 92è de la classificació general